# Poleñino
Poleñino (aragonesisch Polinyino) ist eine Gemeinde in der Provinz Huesca in der Autonomen Gemeinschaft Aragonien in Spanien. Sie liegt in der Comarca Monegros am Río Flumen.

## Geschichte
Der Name der Gemeinde wird auf einen römischen Landeigner Paulinus zurückgeführt. Erstmals urkundlich erwähnt wird der Ort im Jahr 1134 anlässlich des Todes von Alfons I. (Aragón).

## Bevölkerungsentwicklung seit 1991
| 1991 | 1996 | 2001 | 2004 |
| ---- | ---- | ---- | ---- |
| 261  | 253  | 248  | 256  |

## Sehenswürdigkeiten
- Die im romanisch-gotischen Übergangsstil errichtete, im 16. Jahrhundert im Mudejarstil vergrößerte einschiffige Pfarrkirche (Himmelfahrt Mariens) mit Seitenkapellen und kräftigem Turm, die im Spanischen Bürgerkrieg Schäden erlitt.
- Das Palais der Vizcondes de Torres-Solanot aus dem 16. Jahrhundert.
- Die mittelalterliche Einsiedelei Santa Brigida.

## Gemeindepartnerschaften
- Idrac-Respaillès in Frankreich